# ピエール・オーギュスト・コット

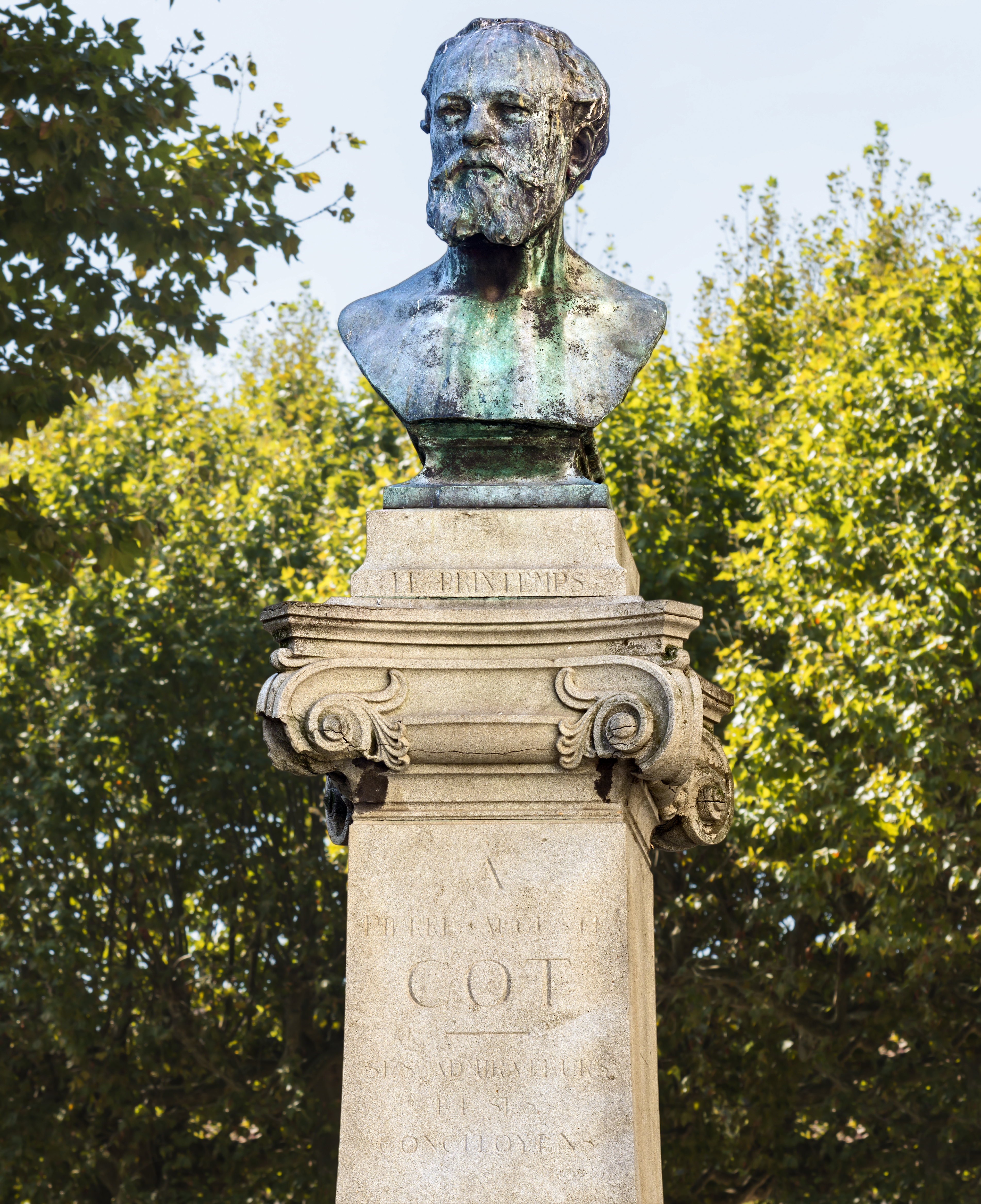
ピエール・オーギュスト・コット

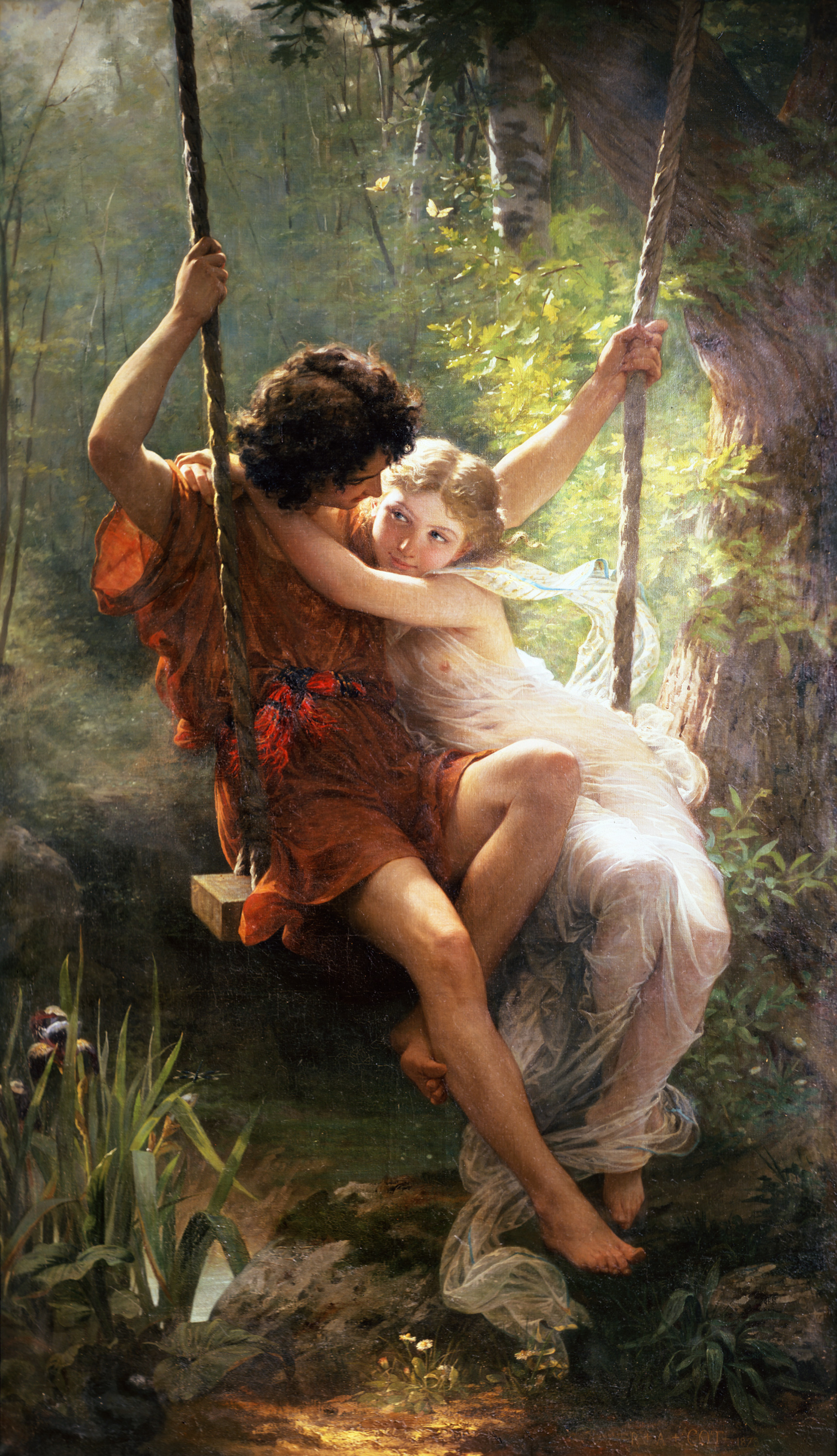
コット『春』（1873年）

ピエール・オーギュスト・コット（Pierre Auguste Cot, 1837年2月17日 - 1883年8月2日）はフランスのアカデミック絵画の画家。

## 生涯
コットはベダリュー（en:Bédarieux）に生まれ、最初にトゥールーズの美術学校で学んだ後、パリに行き、レオン・コニエ、アレクサンドル・カバネル、ウィリアム・アドルフ・ブグローの下で勉強した。1870年代から、コットの人気は急上昇し、1874年にはレジオンドヌール勲章のシュヴァリエを受勲した。
コットの作品のいくつかは今でも人気が衰えず、その中でも有名なのが、ブランコに揺れる恋人2人を描いた『春』、それに『嵐』である。この2作はニューヨークのメトロポリタン美術館にかかっている。
コットは肖像画でも有名だが、実は作品の大部分が肖像画で、『嵐』のような不朽の造形作品はむしろ稀である。

## 代表作

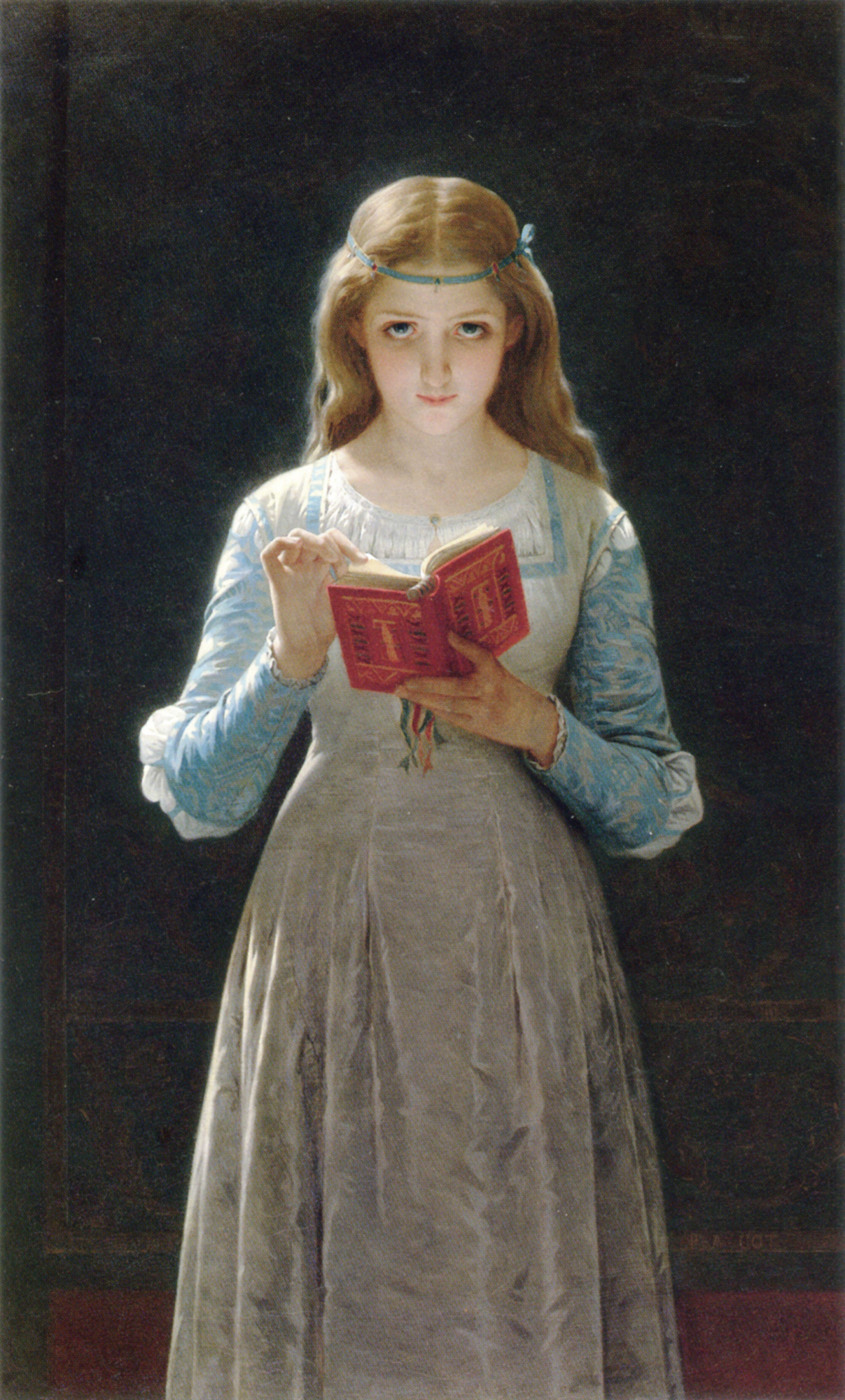
コット『オフィーリア』（1870年）

- ディオニュシア（Dionysia, 1870年）台湾、奇美博物館
- オフィーリア （Ophelia, 1870年）
- 春（Le Printemps, 1873年）ニューヨーク、メトロポリタン美術館
- 嵐（La Tempête, 1880年）
- 読書灯（La Liseuse, 1880年頃）
- ジプシーの女（La Bohémienne）

コットの作品の多くはパリのルーヴル美術館のコレクションの中にある。

## 弟子
- エレン・デイ・ヘール（1855年 - 1940年）
- アンナ・クルンプケ（1856年 - 1942年）